# جمهورية الخمير
جمهورية الخمير (بالفرنسية: République khmère) كانت دولة كمبودية قادها المارشال لون نول في ظل دكتاتورية عسكرية مدعومة من الولايات المتحدة من عام 1970 إلى عام 1975. أُعلنت الجمهورية رسميًا في 9 أكتوبر 1970 بعد انقلاب في 18 مارس 1970 الذي أطاح بحكومة نورودوم سيهانوك وألغى النظام الملكي الكمبودي.
كان السبب الرئيسي للانقلاب هو تسامح نورودوم سيهانوك مع النشاط العسكري الفيتنامي الشمالي داخل حدود كمبوديا؛ ونتيجة لذلك، اكتسبت القوات الشيوعية الفيتنامية سيطرة فعلية على مناطق شاسعة من شرق كمبوديا. وكان العامل المهم الآخر هو الحالة المزرية للاقتصاد الكمبودي، وهي نتيجة غير مباشرة لسياسات سيهانوك في السعي إلى الحياد.
مع إزاحة سيهانوك، تحولت مملكة كمبوديا إلى جمهورية، مما أدى رسميًا إلى إزاحة سيساوات كوساماك [الإنجليزية]. كانت طبيعة النظام الجديد يمينية متطرفة وعسكرية؛ والأهم من ذلك أنه أنهى فترة تعاون سيهانوك السرية مع نظام فيتنام الشمالية والفيت كونغ، وتحالف كمبوديا مع فيتنام الجنوبية في حرب الهند الصينية الثانية الجارية. واجهت جمهورية الخمير معارضة داخل الحدود الكمبودية من قبل الجبهة الوطنية المتحدة لكمبوتشيا، وهو تحالف واسع النطاق نسبيًا بين سيهانوك وأنصاره والحزب الشيوعي لكمبوتشيا.

## مصدر
1. ↑   http://sophal.faithweb.com/CAMBODIA/1974.html. {{استشهاد ويب}}: |url= بحاجة لعنوان (مساعدة) والوسيط |title= غير موجود أو فارغ (من ويكي بيانات) (مساعدة)
2. ↑  Milton Osborne, Sihanouk, Prince of Light, Prince of Darkness. Silkworm 1994. (ردمك 978-0-8248-1639-1).
3. ↑  Path، Kosal (2017). Cambodia's Foreign Relations in Regional and Global Contexts. Konrad-Adenauer-Stiftung. ص. 15. ISBN:9789924913412.